# پاین (اورگن)
پاین (به انگلیسی: Pine) یک منطقهٔ مسکونی در ایالات متحده آمریکا است که در شهرستان بیکر، اورگن واقع شده‌است. پاین ۷۸۴٫۸۷ متر بالاتر از سطح دریا واقع شده‌است.